# Pretenders II
Pretenders II är det andra studioalbumet av den engelska rockgruppen The Pretenders, utgivet den 15 augusti 1981 på Sire Records. Albumet producerades av Chris Thomas. Det innehåller singlarna "Talk of the Town", "Message of Love", "Day After Day", "The Adultress", "I Go to Sleep" och "Louie, Louie".

## Låtlista
Alla låtar skrivna av Chrissie Hynde, där inget annat anges.
1. "The Adultress" – 3:55
2. "Bad Boys Get Spanked" – 4:04
3. "Message of Love" – 3:26
4. "I Go to Sleep" (Ray Davies) – 2:55
5. "Birds of Paradise" – 4:14
6. "Talk of the Town" – 2:45 (nedkortad variant av 3:13-singeln)
7. "Pack It Up" (Hynde, James Honeyman-Scott) – 3:50
8. "Waste Not Want Not" – 3:43
9. "Day After Day" (Hynde, Honeyman-Scott) – 3:45
10. "Jealous Dogs" – 5:36
11. "The English Roses" – 4:28
12. "Louie Louie" – 3:30

## Medverkande
- Martin Chambers – trummor, bakgrundssång
- Pete Farndon – bas, bakgrundssång
- James Honeyman-Scott – sologitarr, keyboard, bakgrundssång
- Chrissie Hynde – kompgitarr, sång